# Дубравчич, Артур
А́ртур Ду́бравчич (хорв. Artur Dubravčić; 15 сентября 1894, Врбовско, Горски Котар, Австро-Венгрия — 14 марта 1969, Загреб, СФРЮ) — югославский хорватский футболист, полузащитник. Первый в истории капитан сборной Югославии (Королевства СХС) и автор её самого первого гола. Участник Олимпийских игр 1920 и 1924 годов.

## Карьера

### Клубная
В 1908 году, во время учёбы в школе в городе Карловац, стал одним из создателей и первых игроков местного клуба «Олимпия» — первой команды с таким названием в тех краях. Во время Первой мировой войны переехал в Загреб, где продолжил играть в футбол в составе местной «Конкордии». Играл в составе сборной Загреба, за которую провёл 13 матчей.

### В сборной
В составе главной национальной сборной Королевства СХС дебютировал 28 августа 1920 года, когда вывел команду на поле в качестве её первого в истории капитана на матч против сборной Чехословакии на Олимпиаде 1920 года, эту встречу его команда проиграла со счётом 0:7, а в следующем, «утешительном» матче на этой Олимпиаде, 2 сентября против сборной Египта, Артур забил свой единственный и первый в истории сборной гол, однако, этот матч тоже был проигран, на этот раз со счётом 2:4. Последний раз сыграл за сборную 10 февраля 1924 года в товарищеском матче в Загребе со сборной Австрии. Был в составе команды на Олимпиаде 1924 года, однако, на поле не вышел. Всего провёл за сборную 9 матчей, забил 1 гол.

## После карьеры
После завершения карьеры игрока остался в структуре загребской «Конкордии», занимал различные административные должности в руководстве клуба. Помимо этого, работал в службе социального обеспечения, был футбольным судьёй, работал спортивным корреспондентом в различных югославских изданиях.
Умер Артур Дубравчич на 75-м году жизни 14 марта 1969 года в Загребе, всего за несколько дней до юбилейной 50-й ассамблеи Футбольного союза Югославии, которая должна была пройти в Загребе, и на которой его должны были наградить в знак признания за вклад в становление югославского футбола.